# Parupeneus barberinoides
Parupeneus barberinoides là một loài cá biển thuộc chi Parupeneus trong họ Cá phèn. Loài này được mô tả lần đầu tiên vào năm 1852.

## Từ nguyên
Từ định danh barberinoides được đặt theo danh pháp của loài Parupeneus barberinus, hàm ý đề cập đến sự tương đồng về mặt hình thái giữa hai loài này (hậu tố –oides trong tiếng Latinh mang nghĩa là "tương tự").

## Phân bố và môi trường sống
Từ Việt Nam, P. barberinoides có phân bố trải dài về phía đông đến quần đảo Marshall và quần đảo Samoa, giới hạn phía bắc đến quần đảo Ryukyu và phía nam đến Úc (gồm vịnh Shark ở bờ tây).
P. barberinoides sống gần rạn san hô, vùng biển có nền đáy cát, đá vụn và cỏ biển, độ sâu đến ít nhất là 100 m.

## Mô tả
Chiều dài cơ thể lớn nhất được ghi nhận ở P. barberinoides là 30 cm. Đầu và nửa thân trước có màu đen ánh đỏ, có cặp sọc trắng từ mõm chạy dọc ra sau phía trên và dưới mắt. Nửa thân sau có một vùng trắng, tiếp theo là màu vàng với một đốm đen ở ngay dưới vây lưng sau, với các hàng chấm xanh lam óng ở ngay sau đốm đen. Vây đuôi màu vàng, viền thùy dưới dày, sẫm màu, thường có một đốm đỏ nhỏ ở giữa gốc. Râu cá đỏ ở gốc, vàng trở ra đỉnh.
Số gai vây lưng: 8; Số tia vây lưng: 9; Số gai vây hậu môn: 1; Số tia vây hậu môn: 7; Số tia vây ngực: 15–16.

## Sinh thái
Thức ăn của P. barberinoides bao gồm giáp xác, sao biển đuôi rắn, nhuyễn thể nhỏ, cầu gai Spatangoida và giun nhiều tơ.

## Sử dụng
P. barberinoides là một loài cá cảnh được bán lẻ với giá khoảng 24–44 USD tùy theo kích cỡ. Loài này bị đánh bắt ngoài ý muốn trong nghề khai thác tôm thương phẩm ở bờ bắc Úc.